# Wubana ornata
Wubana ornata är en spindelart som beskrevs av Chamberlin och Ivie 1936. Wubana ornata ingår i släktet Wubana och familjen täckvävarspindlar. Inga underarter finns listade i Catalogue of Life.